# Köllnische Vorstadt
Die Köllnische Vorstadt ist eine Ortslage im Berliner Ortsteil Köpenick des Bezirks Treptow-Köpenick. Das Gebiet ist Teil der ehemaligen Stadt Köpenick und liegt am linken Ufer der Dahme oberhalb des Zusammenflusses mit der Spree zwischen den Ortslagen Spindlersfeld und Grünau.

## Geschichte
Die Vorstadt entstand gegenüber dem Schloss Köpenick. Ihren Namen – zuerst Cöllnische Vorstadt geschrieben – verdankt sie der westlich gelegenen Köllnischen Heide, die nach Kölln benannt wurde, das im Mittelalter ein Teil Alt-Berlins war.
Die Vorstadt entstand Ende des 19. Jahrhunderts mit der zunehmenden Industrialisierung im Berliner Raum. Im Gebiet der späteren Köllnischen Vorstadt war 1752 die Kolonie Schönerlinde, auch Grünerlinde genannt entstanden. Zunächst bestand die Ansiedlung aus einer Maulbeerplantage mit zehn Häusern für Spinnerfamilien. 1772 gab es dort neun Kötter- oder Büdnerhöfe mit 61 Einwohnern. 1801 war die Kolonie auf neun Büdner und sieben Einlieger angewachsen. Es gab sieben Feuerstellen (= Haushalte) mit 63 Einwohnern. Im Laufe der Zeit vergrößerte sich die Kolonie weiter und zählte im Jahr 1858 170 Einwohner. Es gab zwölf nebengewerbliche Landwirte mit 17 Knechten und Mägden sowie 45 Arbeiter. In der Kolonie bestanden zwölf Besitzungen mit einer Größe zwischen fünf und 30 Morgen, die zusammen 60 Morgen ergaben. Die Statistik zählte weiterhin einen Zimmergesellen, einen Maurergesellen sowie einen Geschäftsinhaber mit einem Faktor sowie neun Arme. Ein Jahr später bestanden in Grünerlinde sieben Wohn- und 13 Wirtschaftsgebäude. 1879 wurde sie nach Köpenick eingemeindet.
Im Jahr 1873 eröffnete die Großwäscherei W. Spindler und die Siedlung Spindlersfeld entstand. Weitere Erschließungen kamen mit weiteren Industrieanschlüssen, durch die Zweigbahn Schöneweide–Spindlersfeld, heute ein Teil der S-Bahn Berlin, und der Verlängerung der Köpenicker Straßenbahn, heute ein Teil der Berliner Straßenbahn, nach Grünau und Adlershof. 1906 wurde der Teltowkanal am südlichen Ende der Vorstadt eingeweiht, an dem sich schnell weitere Fabriken ansiedelten. In den 1970er und 1980er Jahren wurden am westlichen Rand in Richtung Adlershof Neubaugebiete errichtet.

## Sehenswürdigkeiten

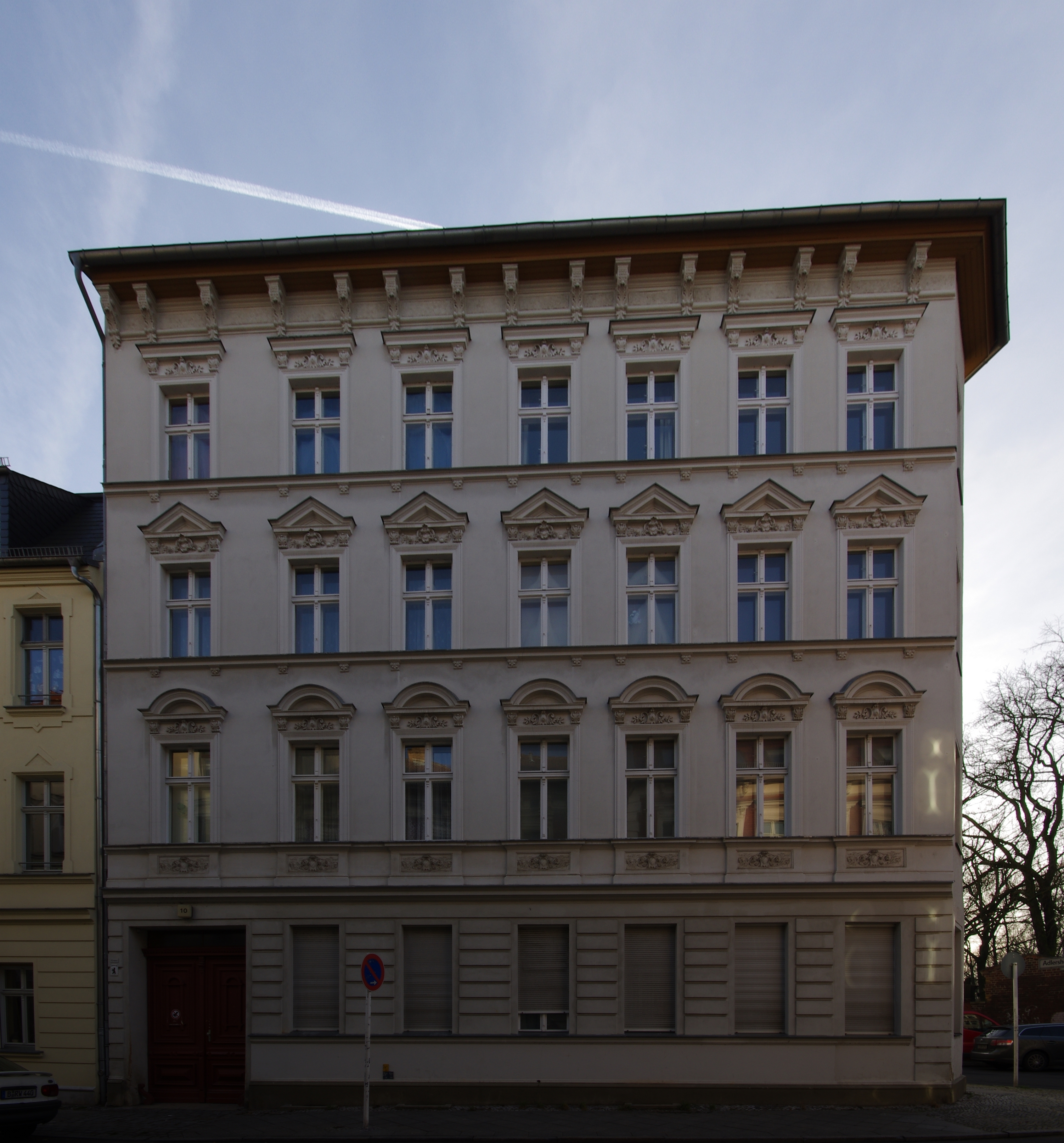
Mietshaus in der Schönerlinder Straße 10

Der Miethauskomplex Schönerlinder Straße 1–16 steht als Bauensemble unter Denkmalschutz. Er besteht aus einem 1870 erbauten Gebäude und einer Reihe von zwischen 1889 und 1906 errichteten Wohnbauten. Einzeldenkmale in der Vorstadt sind eine Gießerei in der Grünauer Straße (um 1890) und ein Doppelhaus von 1910/1912 in der Westendstraße.